# Ein Aufstand alter Männer
Ein Aufstand alter Männer (Originaltitel: A Gathering of Old Men) ist ein deutsch-US-amerikanischer Film von Filmregisseur Volker Schlöndorff aus dem Jahr 1987 und beruht auf dem gleichnamigen Roman von Ernest J. Gaines aus dem Jahr 1983.

## Handlung
Louisiana zu Beginn der 1970er Jahre: Ein afroamerikanischer Landpächter erschießt in Notwehr einen weißen Farmer. Um die nach altem Südstaatenbrauch eigentlich anstehende Lynchjustiz am vermeintlichen Täter Mathu zu verhindern, trommelt die junge weiße Plantagenbesitzerin Candy Marshall 18 alte Afroamerikaner zusammen, die dem von Candy gleichfalls herbeigerufenen Sheriff Mapes die Tat jeweils, mit einer "Ich bin Spartacus" Aussage gestehen und dazu als Tatwaffe ihr eigenes, frisch abgeschossenes Gewehr präsentieren. Der Sheriff, der eigentlich viel lieber wieder zum Angeln gehen möchte, nimmt fast widerwillig, aber dennoch gründlich die Ermittlungen auf, und am Ende kann der tatsächliche Schütze auf ein ordentliches Gerichtsverfahren hoffen. Der weiße Mob muss unverrichteter Dinge abziehen. Im Gegensatz zur Buchvorlage gibt es keine Schießerei, bei der sich der tatsächliche Schütze und der Anführer des weißen Mobs gegenseitig umbringen.

## Produktion
Für die Produktion gewann Volker Schlöndorff, wie schon bei dem Film Tod eines Handlungsreisenden, den Sender CBS als Ko-Produzenten.
Drehort des Films war das Laurel Valley und die Kleinstadt Thibodaux in Louisiana, die schon im gleichen Jahr Angel Heart und 1974 dem Film Hetzjagd im Sumpf als Kulisse diente.

## Synchronisation
Die deutschsprachige Synchronisation übernahmen:
| Darsteller        | Sprecher              | Rolle          |
| ----------------- | --------------------- | -------------- |
| Holly Hunter      | Dagmar Biener         | Candy Marshall |
| Joe Seneca        | Herbert Weicker       | Clatoo         |
| Julius Harris     | Rainer Basedow        | Coot           |
| Stocker Fontelieu | Gernot Duda           | Fix            |
| Adam Storke       | Ulrich Matthes        | Gil            |
| Will Patton       | Elmar Wepper          | Lou Dimes      |
| Al Shannon        | Pierre Peters-Arnolds | Luke Will      |
| Louis Gossett Jr. | Werner Abrolat        | Mathu          |
| Howard Sims       | Horst Sachtleben      | Onkel Billy    |
| Richard Widmark   | Lambert Hamel         | Sheriff Mapes  |

## Rezeption
Hellmuth Karasek schrieb im Spiegel, dass den Film „die Genauigkeit [auszeichne], mit der Schlöndorff in das Leben und die Umstände seiner alten Leute geblickt hat. Wer die gelackten, unruhig flackernden, lärmenden Filmbilder aus Amerika gewohnt ist, wird hier mit Ruhe, Armut und ungeschminkten Gesichtern konfrontiert: ein Film ohne das Glamourlächeln der Jacketkronen.“
Karsten Witte befand für die Zeit: „Bei aller Leichtigkeit der beiläufigen Charakterisierung, der Kunst einer undramatischen Ballung von Motiven trifft dieser Film den Ton einer fast biblischen Ballade.“

## Auszeichnung
Louis Gossett Jr. war 1987 für seine Rolle für den Emmy nominiert.
Die Deutsche Film- und Medienbewertung verlieh dem Film die Auszeichnung Prädikat besonders wertvoll.
Als Film des Monats wurde Ein Aufstand alter Männer von der Jury der evangelischen Jugendarbeit ausgezeichnet mit der Begründung: „[...] der Film [kann] als eine beispielhafte und ermutigende Ballade von Zivilcourage und Menschenwürde gesehen werden.“